# Liudmila Smolianínova
 L.A. Smoljaninova (translitera al cirílico Л. А. Смольянинова 1904 - 1990 ) fue una botánica, y taxónoma rusa.

## Algunas publicaciones
- l.a. Smoljaninova. 1959. Evax & Filago. En: Flora URSS 25: 307 - 314

- La abreviatura «Smoljan.» se emplea para indicar a Liudmila Smolianínova como autoridad en la descripción y clasificación científica de los vegetales.[2]